# Guarda Presidencial Palestina
A Guarda Presidencial Palestina (em árabe: الحرس الرئاسي الفلسطيني) é um ramo dos Serviços de Segurança Palestinos sob o controlo directo do Presidente do Estado da Palestina. Sua função principal é a proteção do Presidente e de outros VIPs, além de desempenhar funções cerimoniais. A força também pode desempenhar funções especiais de combate.

## Estabelecimento
A antecessora da Guarda Presidencial foi a "Segurança Presidencial", criada em 1994 pelo então Presidente da Autoridade Palestiniana (AP), Yasser Arafat e composta em grande parte por membros da Força 17.
Em 2006, a Segurança Presidencial foi criada como uma força separada e renomeada como "Guarda Presidencial". A Guarda Presidencial era composta inteiramente por ativistas do Fatah leais a Abbas. Os Estados Unidos estiveram altamente envolvidos com o treinamento de oficiais, coordenado pelo Tenente-General Keith Dayton. A formação fez parte de um esforço sistemático para apoiar Abbas e os seus partidários do Fatah para contrariar o sucesso político do Hamas, que venceu as eleições legislativas de 2006 e formou o novo governo da AP. O Hamas formou o seu próprio serviço de segurança dentro da Autoridade Palestiniana, a Força Executiva.
Em 2006, a força estimada da Guarda Presidencial era de cerca de 3.500 homens, enquanto um aumento considerável estava planejado.

## Galeria

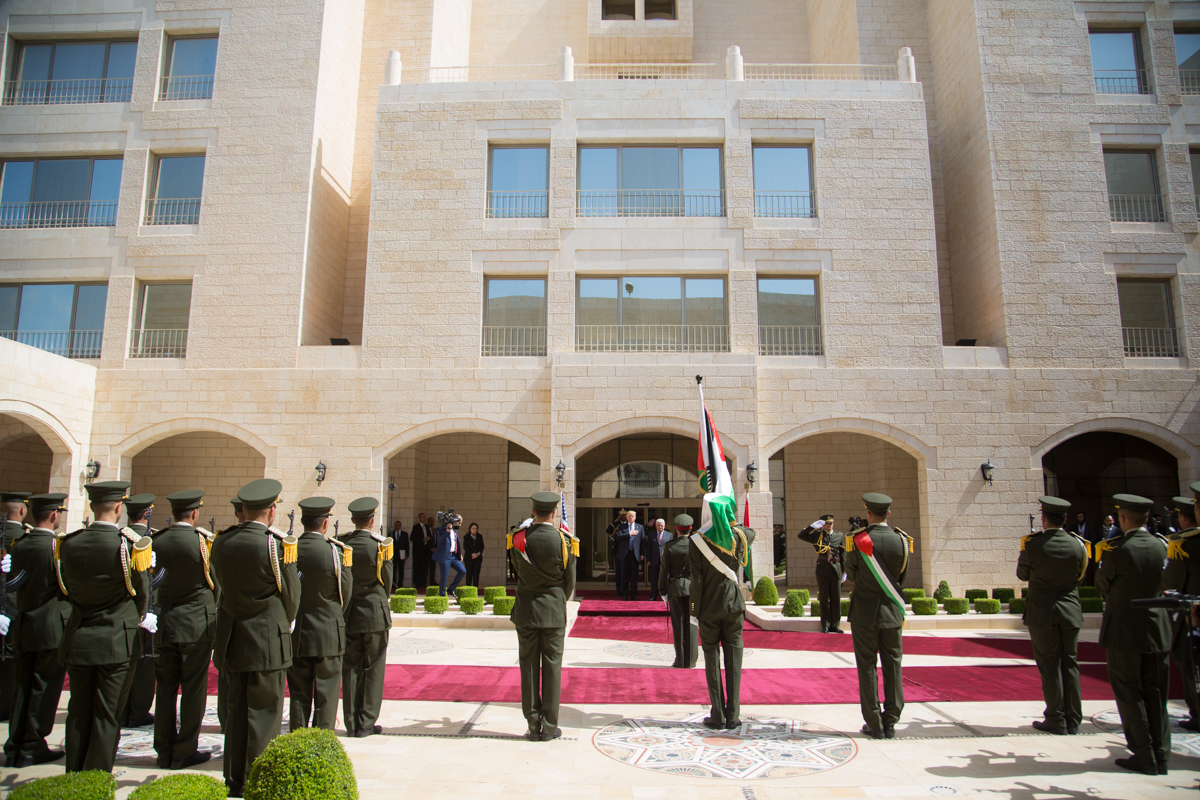
A Guarda Presidencial recebendo o presidente Donald Trump em Belém, em 2017.
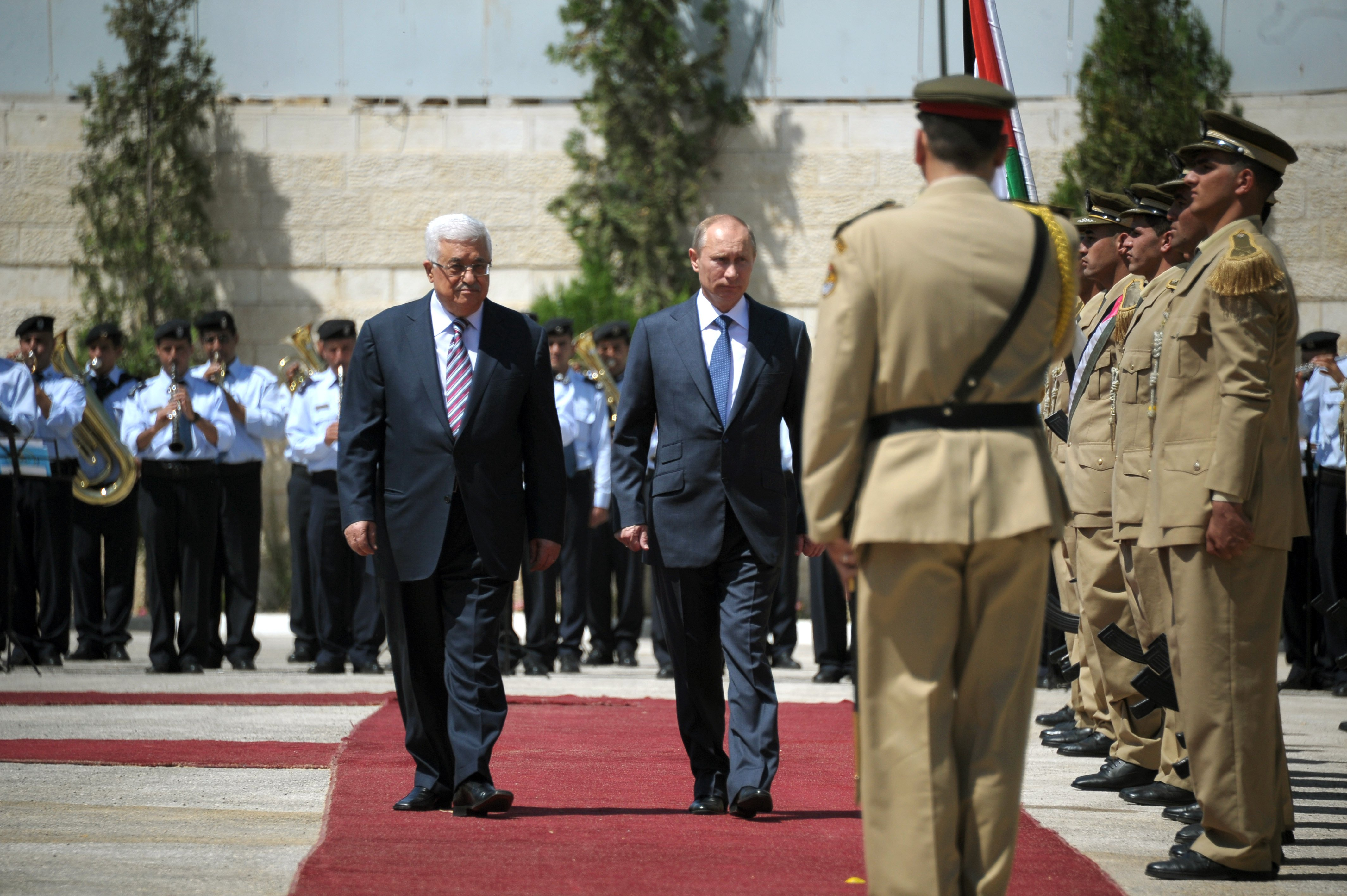
Recepção ao presidente Vladimir Putin em 2012.
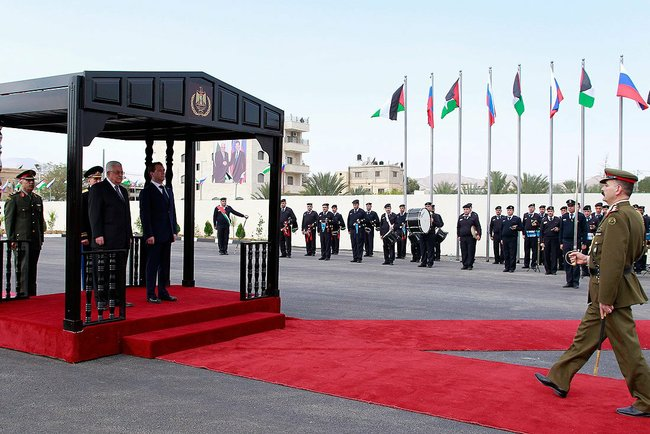
Recepção ao presidente Dmitri Medvedev em 2011.
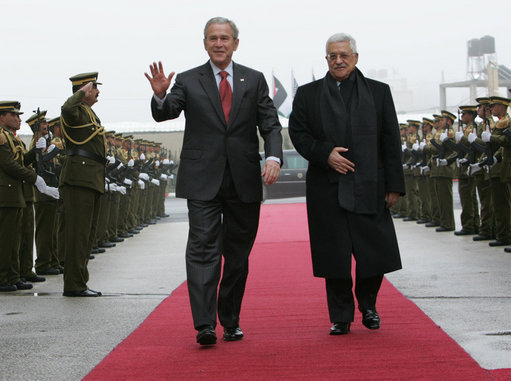
Guarda de honra ao presidente George W. Bush em Ramala em 2008.